# زنبورهای تاج‌دار
زنبورهای تاج‌دار (نام علمی: Stephanidae) نام یک تیره از راسته پرده‌بالان است.